# Rallye de Jordanie
Le rallye de Jordanie est un rallye ayant compté pour le Championnat du monde des rallyes entre 2008 et 2011. Il faisait auparavant et depuis 2012 partie du Championnat du Moyen-Orient des rallyes (MERC).

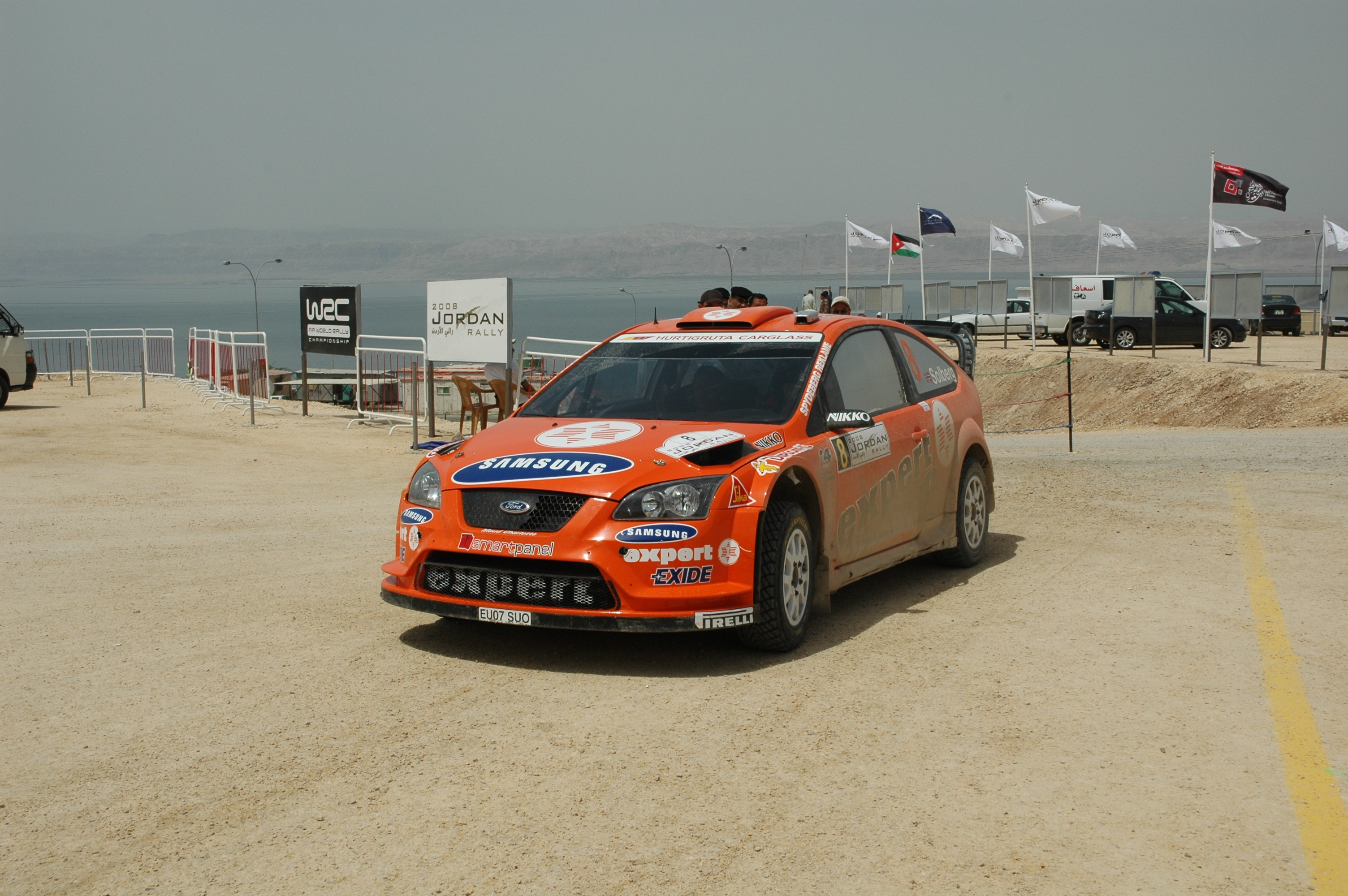
Henning Solberg, durant la campagne jordanienne de 2008.

## Histoire
Il a été créé en 1981, et a été intégré au MERC lors de sa quatrième édition, en 1984, pour ne plus le quitter depuis.
Il se dispute vers la fin du mois d'avril dans les environs d'Amman, la capitale jordanienne, et a la particularité d'avoir été le premier rallye mondial à être organisé au Moyen-Orient entre 2008 et 2011. 

## Palmarès

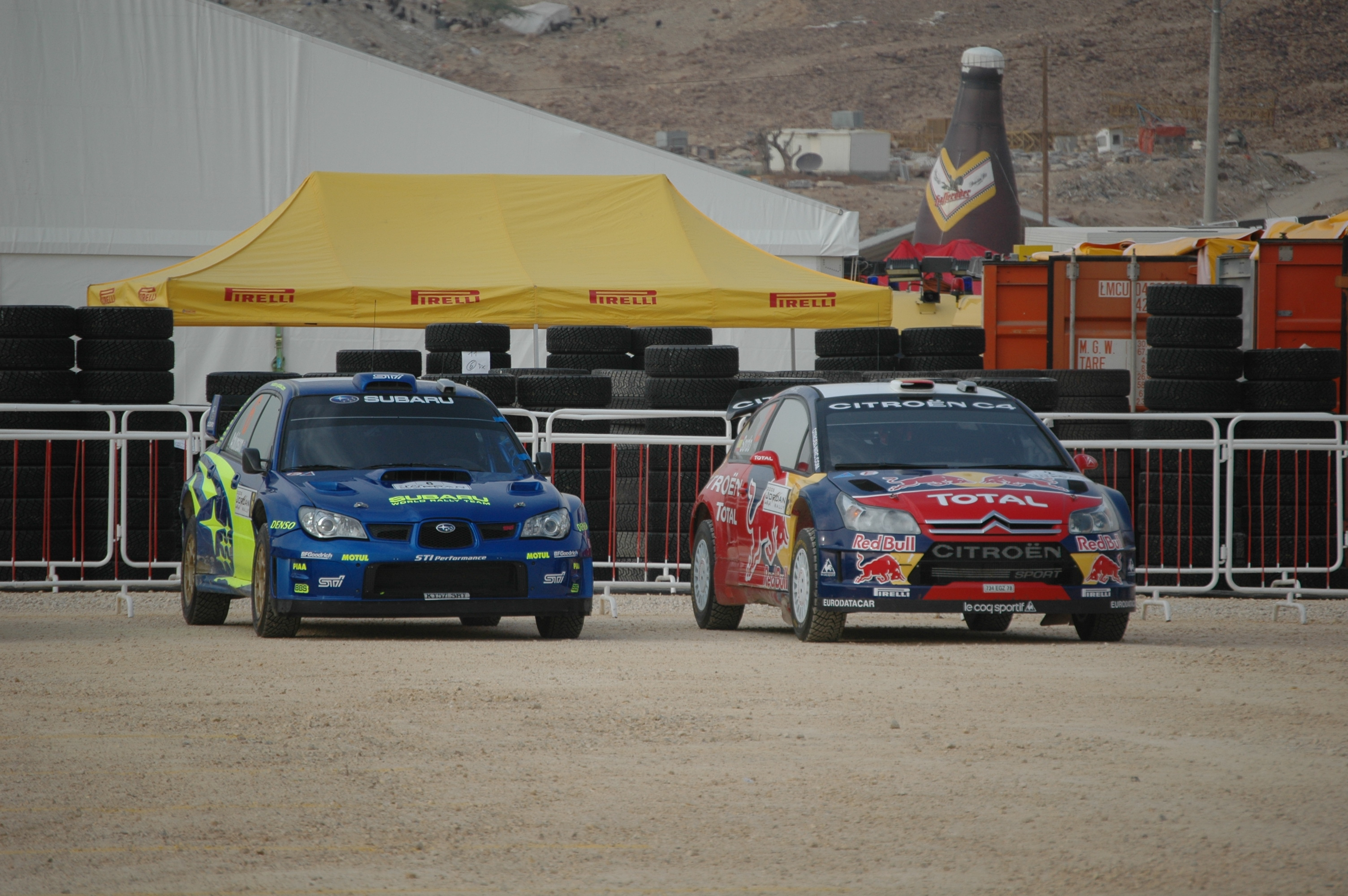
Chris Atkinson et Dani Sordo, au regroupement proche de la mer Morte, toujours en 2008.

| Année | Pilote                | Copilote            | Voiture                         |
| ----- | --------------------- | ------------------- | ------------------------------- |
| 1981  | Michel Saleh          | Tony Samia          | Toyota Celica GT                |
| 1982  | Michel Saleh          | Tony Samia          | Toyota Celica GT                |
| 1983  | Saeed Al-Hajri        | John Spiller        | Opel Manta 400                  |
| 1984  | Mohammed Ben Sulayem  | Hasan Bin Shadour   | Toyota Celica Twin Cam Turbo    |
| 1985  | Saeed Al-Hajri        | John Spiller        | Porsche 911 SC RS               |
| 1986  | Saeed Al-Hajri        | John Spiller        | Porsche 911 SC RS               |
| 1987  | Mohammed Ben Sulayem  | John Spiller        | Toyota Celica Twin Cam Turbo    |
| 1988  | Mohammed Ben Sulayem  | Ronan Morgan        | Toyota Celica Twin Cam Turbo    |
| 1990  | Mohammed Ben Sulayem  | Ronan Morgan        | Toyota Celica GT 4              |
| 1992  | Abbas Al-Mosawi       | Benny Smythe        | Toyota Celica GT 4              |
| 1993  | Sheikh Hamed Al-Thani | Abdullah Al Mari    | Mitsubishi Galant VR 4          |
| 1994  | Mohammed Ben Sulayem  | Phillip Mills       | Ford Escort RS Cosworth         |
| 1995  | Abdullah Bakhashab    | Bobby Willis        | Ford Escort RS Cosworth         |
| 1996  | Mohammed Ben Sulayem  | Ronan Morgan        | Ford Escort RS Cosworth         |
| 1997  | Mohammed Ben Sulayem  | Ronan Morgan        | Ford Escort RS Cosworth         |
| 1998  | Mohammed Ben Sulayem  | Ronan Morgan        | Ford Escort Cosworth WRC        |
| 1999  | Mohammed Ben Sulayem  | Ronan Morgan        | Ford Escort Cosworth WRC        |
| 2000  | Mohammed Ben Sulayem  | Ronan Morgan        | Ford Focus WRC                  |
| 2001  | Mohammed Ben Sulayem  | Khalid Zakaria      | Ford Focus WRC                  |
| 2002  | Mohammed Ben Sulayem  | John Spiller        | Ford Focus WRC                  |
| 2003  | Nasser Al-Attiyah     | Steve Lancaster     | Subaru Impreza WRC              |
| 2004  | Amjad Farrah          | Khaled Zakharia     | Mitsubishi Lancer Evolution VII |
| '2005 | Nasser Al-Attiyah     | Chris Patterson     | Subaru Impreza WRX STI          |
| 2006  | Nasser Al-Attiyah     | Chris Patterson     | Subaru Impreza WRX STI          |
| 2007  | Khalid Al-Qassimi     | Nicky Beech         | Subaru Impreza WRX STI          |
| 2008  | Mikko Hirvonen        | Jari-Mati Lehtinen  | Ford Focus RS WRC 07            |
| 2009  | Nasser Al-Attiyah     | Giovanni Bernachini | Subaru Impreza WRX N15          |
| 2010  | Sébastien Loeb        | Daniel Elena        | Citroën C4 WRC                  |
| 2011  | Sébastien Ogier       | Julien Ingrassia    | Citroën DS3 WRC                 |

### Victoires

#### Pilotes
| Nombre | Pilote                | Année(s)                                                               |
| ------ | --------------------- | ---------------------------------------------------------------------- |
| 12     | Mohammed Ben Sulayem  | 1984, 1987, 1988, 1990, 1994, 1996, 1997, 1998, 1999, 2000, 2001, 2002 |
| 4      | Nasser Al-Attiyah     | 2003, 2005, 2006, 2009                                                 |
| 3      | Saeed Al-Hajri        | 1983, 1985, 1986                                                       |
| 2      | Michel Saleh          | 1981, 1982                                                             |
| 1      | Abbas Al-Mosawi       | 1992                                                                   |
| 1      | Sheikh Hamed Al-Thani | 1993                                                                   |
| 1      | Abdullah Bakhashab    | 1995                                                                   |
| 1      | Amjad Farrah          | 2004                                                                   |
| 1      | Khalid Al-Qassimi     | 2007                                                                   |
| 1      | Mikko Hirvonen        | 2008                                                                   |
| 1      | Sébastien Loeb        | 2010                                                                   |
| 1      | Sébastien Ogier       | 2011                                                                   |

#### Constructeurs
| Nombre | Constructeur | Année(s)                                                   |
| ------ | ------------ | ---------------------------------------------------------- |
| 10     | Ford         | 1994, 1995, 1996, 1997, 1998, 1999, 2000, 2001, 2002, 2008 |
| 7      | Toyota       | 1981, 1982, 1984, 1987, 1988, 1990, 1992                   |
| 5      | Subaru       | 2003, 2005, 2006, 2007, 2009                               |
| 2      | Porsche      | 1985, 1986                                                 |
| 2      | Mitsubishi   | 1993, 2004                                                 |
| 2      | Citroën      | 2010, 2011                                                 |
| 1      | Opel         | 1983                                                       |